# Куликове (Київ)
Кулико́ве — історична місцевість, селище і мікрорайон у Деснянському і Дніпровському районах міста Києва. Розташоване між Воскресенкою, Вигурівщиною і Північнодарницьким лісопарком.
Головні вулиці — Остафія Дашкевича (її парний бік) і Сулеймана Стальського (її кінцева частина).
Назва Куликове — народна, і походить вона, ймовірно, від великої кількості куликів, які водилися в цій місцевості, що свого часу була заболоченою. Вперше згадується ще у 1571 році як долина Куликове, а в 1616 і 1764 роках — вже як селище. У 1970—1980-х роках майже всю приватну забудову в Куликовому було знесено і збудовано новий мікрорайон Воскресенського житлового масиву. У 1980-х роках Куликове фігурувало як масив.
Фрагменти малоповерхової забудови залишилися вздовж вулиць Мостищанської, Бігової та Яворівського провулку.